# Araschnia flavida
Araschnia flavida är en fjärilsart som beskrevs av Charles Oberthür 1894. Araschnia flavida ingår i släktet Araschnia och familjen praktfjärilar. Inga underarter finns listade i Catalogue of Life.